# Maracanã (stadion)
Het Maracanã (officiële naam: Estádio Jornalista Mário Filho) in Rio de Janeiro is een van de grootste voetbalstadions ter wereld. Maracanã is de naam van de buurt, waardoorheen de gelijknamige rivier stroomt.
Naast de Maracanã ligt een overdekte arena, de Maracanãzinho.
Het stadion is de thuisbasis van de twee grootste voetbalclubs van Rio: CR Flamengo en Fluminense FC.
Per maand komen gemiddeld zevenduizend bezoekers – bij wijze van toeristische tour – het stadion van binnen bewonderen. Het is dagelijks geopend, behalve op wedstrijddagen.

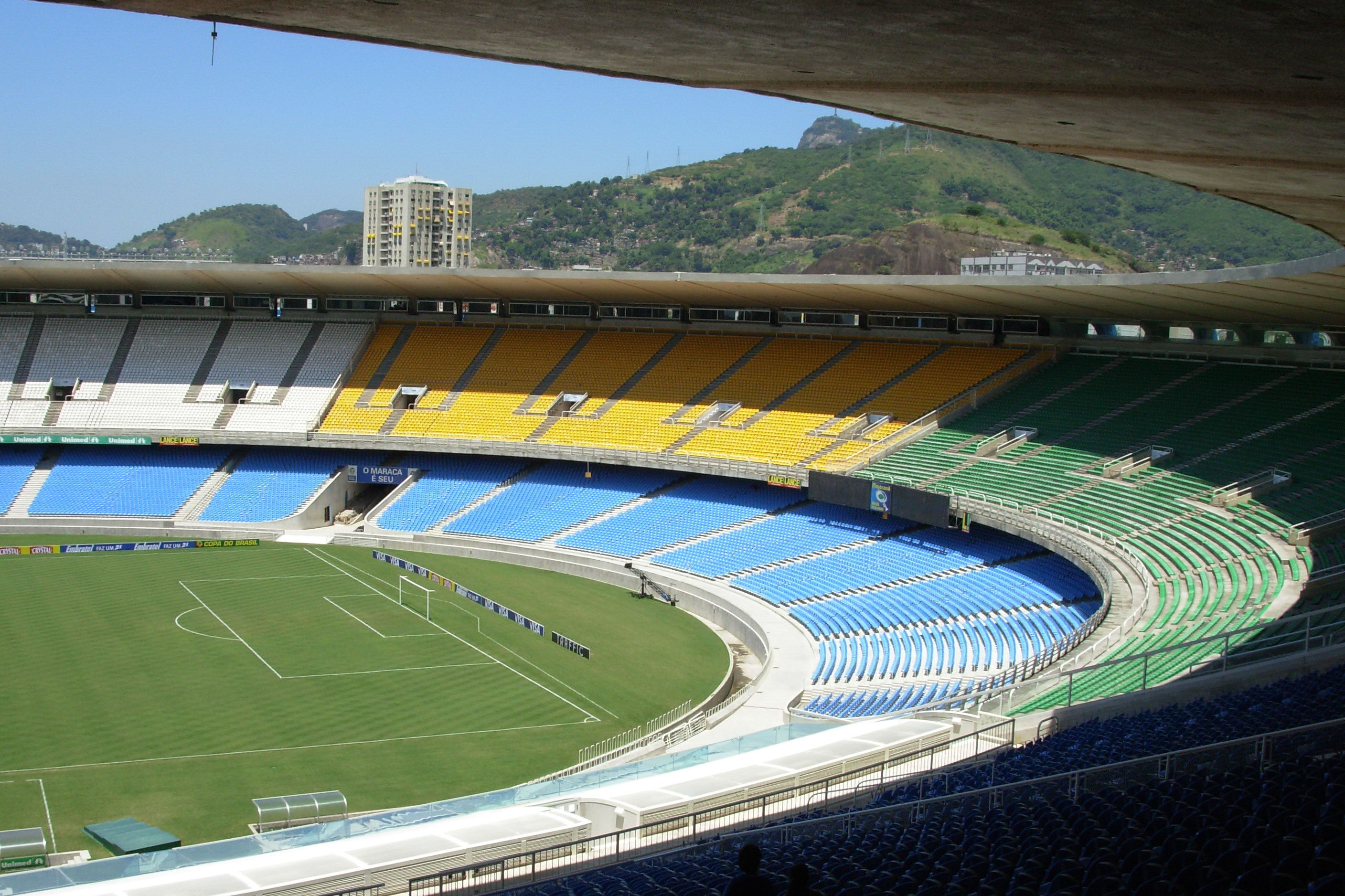
Het interieur in 2007

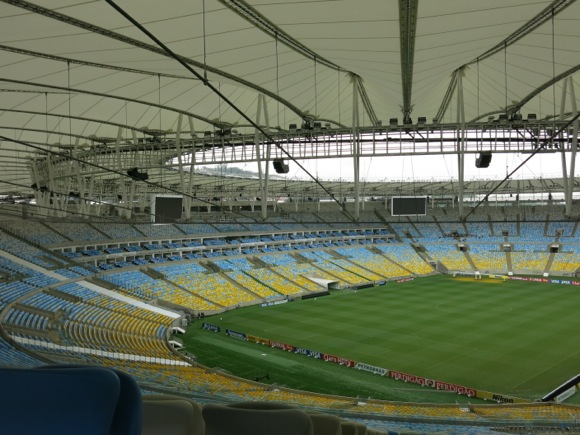
Het interieur in 2014

## Geschiedenis
Het stadion werd gebouwd voor het WK Voetbal van 1950 en had oorspronkelijk een capaciteit van 183.000 toeschouwers. Nadat alle plaatsen zitplaatsen waren geworden, was de werkelijke capaciteit 115.000. Uit veiligheidsoverwegingen is die echter nog verder teruggebracht, tot 95.000. Met het oog op het WK voetbal 2014 en de Olympische Spelen van 2016, werd het stadion tussen 2010 en 2013 grondig gerenoveerd. Sinds de renovatie is de capaciteit nog 80.000 bezoekers.
De plattegrond van de tribunes was oorspronkelijk een zuivere ellips, en de rijen liepen zonder onderbreking rond, waardoor – bij een vollere bak – een enorme intimiteit ontstond. Oorspronkelijk bestond de tribune uit twee ringen. Bij de renovatie van 2010-2013 zijn de oude tribunes volledig gesloopt en vervangen door een enkele bak, die niet meer zuiver elliptisch is.
Oorspronkelijk was de naam van het stadion 'Estádio Municipal do Maracanã', maar het is in 1966 hernoemd naar de voetbaljournalist en -schrijver Mário Rodrigues Filho, die een rol speelde bij het op die plek tot stand komen van het stadion. In 2021 werd een voorstel ingetrokken om het stadion te hernoemen naar de voetballegende Pelé.

## Belangrijke wedstrijden
- 1950 WK-finale  Brazilië –  Uruguay 1 – 2
De opzet van het WK voetbal in 1950 was anders dan tegenwoordig: na de eerste ronde (in poules) kwamen de winnaars van die poules tegen elkaar uit in een finalepoule; de winnaar daarvan werd kampioen. Brazilië had een gelijkspel nodig om wereldkampioen te worden, maar verloor van Uruguay, nadat het nog met 1-0 voor had gestaan. Deze wedstrijd heeft het toeschouwersrecord gevestigd bij een voetbalwedstrijd met 199.854 fans. Volgens onofficiële schattingen zaten er nog 10.000 meer fans in het stadion die zonder te betalen naar binnen geglipt waren. Tot op de dag van vandaag is deze verloren finale traumatisch voor Brazilië.
- 2014 WK-finale  Duitsland –  Argentinië 1 – 0
Duitsland kwalificeerde zich door de halve finale tegen Brazilië met 1-7 te winnen en Argentinië kwalificeerde zich door bij het schieten van penalty's van Nederland te winnen. Ook dit WK werd traumatisch voor gastland Brazilië. Duitsland won de finale uiteindelijk door een doelpunt van Mario Götze in de 113e minuut.

## Interlands
| №   | Datum           | Wedstrijd                          | Uitslag | Competitie                                | Toeschouwers |
| --- | --------------- | ---------------------------------- | ------- | ----------------------------------------- | ------------ |
| 1.  | 24 juni 1950    | Brazilië – Mexico                  | 4 – 0   | Wereldkampioenschap 1950 – Groepsfase (A) | 82.000       |
| 2.  | 25 juni 1950    | Engeland – Chili                   | 2 – 0   | Wereldkampioenschap 1950 – Groepsfase (B) | 30.000       |
| 3.  | 29 juni 1950    | Spanje – Chili                     | 2 – 0   | Wereldkampioenschap 1950 – Groepsfase (B) | 16.000       |
| 4.  | 1 juli 1950     | Brazilië – Joegoslavië             | 2 – 0   | Wereldkampioenschap 1950 – Groepsfase (A) | 142.000      |
| 5.  | 2 juli 1950     | Spanje – Engeland                  | 1 – 0   | Wereldkampioenschap 1950 – Groepsfase (B) | 74.000       |
| 6.  | 9 juli 1950     | Brazilië – Zweden                  | 7 – 1   | Wereldkampioenschap 1950 – Finalegroep    | 139.000      |
| 7.  | 13 juli 1950    | Brazilië – Spanje                  | 6 – 1   | Wereldkampioenschap 1950 – Finalegroep    | 153.000      |
| 8.  | 16 juli 1950    | Uruguay – Brazilië                 | 2 – 1   | Wereldkampioenschap 1950 – Finalegroep    | 199.854      |
| 9.  | 29 april 1970   | Brazilië – Oostenrijk              | 1 – 0   | Vriendschappelijk                         | 80.000       |
| 10. | 18 oktober 2007 | Brazilië – Ecuador                 | 5 – 0   | Kwalificatie Wereldkampioenschap 2010     | 87.000       |
| 11. | 16 oktober 2008 | Brazilië – Colombia                | 0 – 0   | Kwalificatie Wereldkampioenschap 2010     | 54.910       |
| 12. | 2 juni 2013     | Brazilië – Engeland                | 2 – 2   | Vriendschappelijk                         | 66.015       |
| 13. | 11 juni 2013    | Italië – Haïti                     | 2 – 2   | Vriendschappelijk                         | 15.000       |
| 14. | 16 juni 2013    | Mexico – Italië                    | 1 – 2   | Confederations Cup 2013 – Groepsfase (A)  | 73.123       |
| 15. | 20 juni 2013    | Spanje – Tahiti                    | 10 – 0  | Confederations Cup 2013 – Groepsfase (B)  | 71.806       |
| 16. | 30 juni 2013    | Brazilië – Spanje                  | 3 – 0   | Confederations Cup 2013 – Finale          | 73.531       |
| 17. | 15 juni 2014    | Argentinië – Bosnië en Herzegovina | 2 – 1   | Wereldkampioenschap 2014 – Groepsfase (F) | 74.738       |
| 18. | 18 juni 2014    | Spanje – Chili                     | 0 – 2   | Wereldkampioenschap 2014 – Groepsfase (B) | 74.101       |
| 19. | 22 juni 2014    | België – Rusland                   | 1 – 0   | Wereldkampioenschap 2014 – Groepsfase (H) | 73.819       |
| 20. | 25 juni 2014    | Ecuador – Frankrijk                | 0 – 0   | Wereldkampioenschap 2014 – Groepsfase (E) | 73.749       |
| 21. | 28 juni 2014    | Colombia – Uruguay                 | 2 – 0   | Wereldkampioenschap 2014 – 1/8 finale     | 73.804       |
| 22. | 4 juli 2014     | Frankrijk – Duitsland              | 0 – 1   | Wereldkampioenschap 2014 – Kwartfinale    | 74.240       |
| 23. | 13 juli 2014    | Duitsland – Argentinië             | 1 – 0   | Wereldkampioenschap 2014 – Finale         | 74.738       |

Bijgewerkt op 5 juli 2014.